# ATC kód A09
ATC kód A09 Digestiva včetně enzymů je hlavní terapeutická skupina anatomické skupiny A. Trávicí ústrojí a metabolismus.

## A09A Digestiva včetně enzymů

### A09AA Enzymové přípravky
A09AA Enzymové přípravky
A09AA01 Diastáza
A09AA02 Multienzymy

## Poznámka
- Registrované léčivé přípravky na území České republiky.
- Informační zdroj: Státní ústav pro kontrolu léčiv, Všeobecná zdravotní pojišťovna.